# Giovanni Battista Cambiaso
Giovanni Battista Cambiaso (ur. 19 lipca 1711 w Genui, zm. 23 grudnia 1772 tamże) – polityk genueński. Od 16 kwietnia 1771 do 23 grudnia 1772 roku doża Genui.
Otrzymał nowoczesną i znakomitą edukację, uzupełnioną podróżami edukacyjnymi do Francji i Anglii, po powrocie zajął się polityką. W 1746 roku bronił miasta Savona przed wojskami Piemontu, zarówno siłami regularnej armii liniowej, jak i z użyciem uzbrojonych obywateli i plebsu, atakujących wroga podczas marszu.
Po zakończeniu wojny wrócił do Genui, gdzie objął kilka stanowisk publicznych i udzielał się w życiu kulturalnym i artystycznym. Był członkiem liguryjskiego oddziału („kolonii”) Akademii Arkadyjskiej, używając pseudonimu: Oronte. W 1751 roku w katedrze św. Wawrzyńca poślubił genueńską szlachciankę Marię Tomasinę Balbi, miał z nią trzech synów i sześć córek.
16 kwietnia 1771 roku Giovanni Cambiaso został wybrany na dożę Genui (otrzymał 276 głosów na 366). Pompatyczna koronacja miała miejsce 8 lutego 1772 roku. Arkadyjczycy uczcili koronacje swego druha sonetami i pieśniami okolicznościowymi. Bankiet inauguracyjny pochłonął oszałamiającą sumę 483 000 genueńskich lirów. Cambiaso odznaczył się promując ideę stworzenia drogi w dolinie Val Polcevera, nadającej się do przejazdu wozów i wagonów, by Sampierdarena połączyć z Novi. Droga miała przebiegać poprzek passo della Bocchetta, zastępując stare drogi na pagórkach (na takie drogi mówiono wówczas: mulattiere). Ukończoną drogę nazwano na jego cześć: "Camblasia”. Zapewne nie bez znaczenia dla jej wytyczenia był fakt, że droga ta mogła być i była używana także do łatwiejszych przejazdów między miastem a posiadłością Cambiaso w Val Polcevera (w tym dużej willi rodziny w Cremeno). Wiadomo też, że Cambiaso wykorzystywał swą pozycję finansowo (m.in. poprzez ulgi podatkowe). Jeszcze za jego życia uhonorowano go statuą w Palazzo Ducale. 23 grudnia 1772 Giovanni Battista Cambiaso zmarł nagle, podczas pełnienia swoich funkcji, mając 61 lat.